# Family Circle Cup
Family Circle Cup är en tennisturnering för damer som spelas årligen i Charleston, USA. Turneringen startade 1973 och ingår numera i kategorin Premier på WTA-touren. Den spelas utomhus på grönt grus. 

## Resultat

### Singel
| År   | Mästare                 | Finalist                  | Resultat         |
| ---- | ----------------------- | ------------------------- | ---------------- |
| 1973 | Rosemary Casals         | Nancy Richey Gunter       | 3-6, 6-1, 7-5    |
| 1974 | Chris Evert             | Kerry Melville Reid       | 6-1, 6-3         |
| 1975 | Chris Evert             | Martina Navrátilová       | 7-5, 6-4         |
| 1976 | Chris Evert             | Kerry Melville Reid       | 6-2, 6-2         |
| 1977 | Chris Evert             | Billie Jean King          | 6-0, 6-1         |
| 1978 | Chris Evert             | Kerry Melville Reid       | 6-2, 6-0         |
| 1979 | Tracy Austin            | Kerry Melville Reid       | 7-6(3), 7-6(7)   |
| 1980 | Tracy Austin            | Regina Maršíková          | 3-6, 6-1, 6-0    |
| 1981 | Chris Evert             | Pam Shriver               | 6-3, 6-2         |
| 1982 | Martina Navrátilová     | Andrea Jaeger             | 6-4, 6-2         |
| 1983 | Martina Navrátilová     | Tracy Austin              | 5-7, 6-1, 6-0    |
| 1984 | Chris Evert             | Claudia Kohde-Kilsch      | 6-2, 6-3         |
| 1985 | Chris Evert             | Gabriela Sabatini         | 6-4, 6-0         |
| 1986 | Steffi Graf             | Chris Evert               | 6-4, 7-5         |
| 1987 | Steffi Graf             | Manuela Maleeva Fragniere | 6-2, 4-6, 6-3    |
| 1988 | Martina Navrátilová     | Gabriela Sabatini         | 6-1, 4-6, 6-4    |
| 1989 | Steffi Graf             | Natalia Zvereva           | 6-1, 6-1         |
| 1990 | Martina Navrátilová     | Jennifer Capriati         | 6-2, 6-4         |
| 1991 | Gabriela Sabatini       | Leila Meskhi              | 6-1, 6-1         |
| 1992 | Gabriela Sabatini       | Conchita Martínez         | 6-1, 6-4         |
| 1993 | Steffi Graf             | Arantxa Sánchez Vicario   | 7-6(8), 6-1      |
| 1994 | Conchita Martínez       | Natasha Zvereva           | 6-4, 6-0         |
| 1995 | Conchita Martínez       | Magdalena Maleeva         | 6-1, 6-1         |
| 1996 | Arantxa Sánchez Vicario | Barbara Paulus            | 6-2, 2-6, 6-2    |
| 1997 | Martina Hingis          | Monica Seles              | 3-6, 6-3, 7-6(5) |
| 1998 | Amanda Coetzer          | Irina Spîrlea             | 6-3, 6-4         |
| 1999 | Martina Hingis          | Anna Kournikova           | 6-4, 6-3         |
| 2000 | Mary Pierce             | Arantxa Sánchez Vicario   | 6-1, 6-0         |
| 2001 | Jennifer Capriati       | Martina Hingis            | 6-0, 4-6, 6-4    |
| 2002 | Iva Majoli              | Patty Schnyder            | 7-6(5), 6-4      |
| 2003 | Justine Henin           | Serena Williams           | 6-3, 6-4         |
| 2004 | Venus Williams          | Conchita Martínez         | 2-6, 6-2, 6-1    |
| 2005 | Justine Henin           | Jelena Dementieva         | 7-5, 6-4         |
| 2006 | Nadia Petrova           | Patty Schnyder            | 6-3, 4-6, 6-1    |
| 2007 | Jelena Janković         | Dinara Safina             | 6-2, 6-2         |
| 2008 | Serena Williams         | Vera Zvonareva            | 6-4, 3-6, 6-3    |
| 2009 | Sabine Lisicki          | Caroline Wozniacki        | 6-2, 6-4         |

### Dubbel
| År   | Mästare                                     | Finalister                                 | Resultat            |
| ---- | ------------------------------------------- | ------------------------------------------ | ------------------- |
| 1973 | Françoise Durr Betty Stöve                  | Rosemary Casals Billie Jean King           | 3-6, 6-4, 6-3       |
| 1974 | Rosemary Casals Olga Morozova               | Helen Gourlay Cawley Karen Krantzcke       | 6-2, 6-1            |
| 1975 | Evonne Goolagong Cawley Virginia Wade       | Rosemary Casals Olga Morozova              | 4-6, 6-4, 6-2       |
| 1976 | Ilana Kloss Linky Boshoff                   | Kathy Kuykendall Valerie Ziegenfuss        | 6-3, 6-2            |
| 1977 | Rosemary Casals Chris Evert                 | Françoise Durr Virginia Wade               | 1-6, 6-2, 6-3       |
| 1978 | Billie Jean King Martina Navrátilová        | Mona Anne Schallau-Guerrant Greer Stevens  | 6-3, 7-5            |
| 1979 | Rosemary Casals Martina Navrátilová         | Françoise Durr Betty Stöve                 | 6-4, 7-5            |
| 1980 | Kathy Jordan Anne Smith                     | Candy Reynolds Paula Smith                 | 6-2, 6-1            |
| 1981 | Rosemary Casals Wendy Turnbull              | Mima Jaušovec Pam Shriver                  | 7-5, 7-5            |
| 1982 | Martina Navrátilová Pam Shriver             | JoAnne Russell Virginia Ruzici             | 6-1, 6-2            |
| 1983 | Martina Navrátilová Candy Reynolds          | Andrea Jaeger Paula Smith                  | 6-2, 6-3            |
| 1984 | Claudia Kohde-Kilsch Hana Mandlíková        | Anne Hobbs Sharon Walsh                    | 7-5, 6-2            |
| 1985 | Rosalyn Fairbank Pam Shriver                | Svetlana Parkhomenko Larisa Savtjenko      | 6-4, 6-1            |
| 1986 | Chris Evert Anne White                      | Steffi Graf Catherine Tanvier              | 6-3, 6-3            |
| 1987 | Mercedes Paz Eva Pfaff                      | Zina Garrison Jackson Lori McNeil          | 7-6(6), 7-5         |
| 1988 | Lori McNeil Martina Navrátilová             | Claudia Kohde-Kilsch Gabriela Sabatini     | 6-2, 2-6, 6-3       |
| 1989 | Hana Mandlíková Martina Navrátilová         | Mary Lou Daniels Wendy White               | 6-4, 6-1            |
| 1990 | Martina Navrátilová Arantxa Sánchez Vicario | Mercedes Paz Natalia Zvereva               | 6-2, 6-2            |
| 1991 | Claudia Kohde-Kilsch Natalia Zvereva        | Mary Lou Daniels Lise Gregory              | 6-4, 6-0            |
| 1992 | Arantxa Sánchez Vicario Natalia Zvereva     | Larisa Savchenko-Neiland Jana Novotná      | 6-4, 6-2            |
| 1993 | Gigi Fernández Natalia Zvereva              | Katrina Adams Manon Bollegraf              | 6-3, 6-1            |
| 1994 | Lori McNeil Arantxa Sánchez Vicario         | Gigi Fernández Natasha Zvereva             | 6-4, 4-1, uppgivet  |
| 1995 | Nicole Arendt Manon Bollegraf               | Gigi Fernández Natasha Zvereva             | 0-6, 6-3, 6-4       |
| 1996 | Jana Novotná Arantxa Sánchez Vicario        | Gigi Fernández Mary Joe Fernández          | 6-2, 6-3            |
| 1997 | Mary Joe Fernández Martina Hingis           | Lindsay Davenport Jana Novotná             | 7-5, 4-6, 6-1       |
| 1998 | Conchita Martínez Patricia Tarabini         | Lisa Raymond Rennae Stubbs                 | 3-6, 6-4, 6-4       |
| 1999 | Jana Novotná Jelena Lichovtseva             | Barbara Schett Patty Schnyder              | 6-1, 6-4            |
| 2000 | Virginia Ruano Pascual Paola Suárez         | Conchita Martínez Patricia Tarabini        | 7-5, 6-3            |
| 2001 | Lisa Raymond Rennae Stubbs                  | Virginia Ruano Pascual Paola Suárez        | 5-7, 7-6(5), 6-3    |
| 2002 | Lisa Raymond Rennae Stubbs                  | Alexandra Fusai Caroline Vis               | 6-4, 3-6, 7-6(4)    |
| 2003 | Virginia Ruano Pascual Paola Suárez         | Janette Husárová Conchita Martínez         | 6-0, 6-3            |
| 2004 | Virginia Ruano Pascual Paola Suárez         | Martina Navrátilová Lisa Raymond           | 6-4, 6-1            |
| 2005 | Conchita Martínez Virginia Ruano Pascual    | Iveta Benesova Květa Hrdličková-Peschke    | 6-1, 6-4            |
| 2006 | Lisa Raymond Samantha Stosur                | Virginia Ruano Pascual Meghann Shaughnessy | 3-6, 6-1, 6-1       |
| 2007 | Zi Yan Jie Zheng                            | Shuai Peng Tiantian Sun                    | 7-5, 6-0            |
| 2008 | Katarina Srebotnik Ai Sugiyama              | Edina Gallovits Olga Govortsova            | 6-2, 6-2            |
| 2009 | Bethanie Mattek-Sands Nadia Petrova         | Līga Dekmeijere Patty Schnyder             | 6-7(5), 6-2, [11-9] |